# Stadium Racing Colmar
Vous lisez un « article de qualité » labellisé en 2014.
Pour les articles homonymes, voir SRC.
Ne doit pas être confondu avec Football Club de Colmar.
Maillots
Actualités
Le Stadium Racing Colmar, couramment abrégé en SR Colmar ou SRC, est un club de football français, fondé en 1920 sous l'appellation Sports réunis Colmar, sur la base de l'AS Colmar fondée en 1919, il dispute ses premiers matchs au sein de la Ligue d'Alsace de football, atteint la DH en 1924 et obtient le statut professionnel dès 1937. Le club de l'industriel Joseph Lehmann, locataire du Stade des Francs depuis 1928, adopte cette année-là sa couleur verte.
Inscrit en Gauliga Elsass pendant la Seconde Guerre mondiale, le club retrouve la Division 2 en 1945 et participe à la Division 1 1948-1949. Toutefois, la mort du président Lehmann à la fin de cette saison entraîne la rétrogradation du club en CFA par manque d'argent. À cet abandon du professionnalisme succède une baisse de niveau significative, l'équipe première participant deux fois à la Promotion d'Honneur (D2 régionale) dans les années 1950. À partir de 1962, le SRC joue épisodiquement en CFA, Division 3 ou Division 4, mais le club ne parvient pas à s'y démarquer. En 1997, le club retrouve pour la cinquième fois les championnats nationaux et accède au CFA 2. Deuxième en 2008, le club monte en CFA, dont il est champion en 2010.
Le club, résident du Colmar Stadium depuis 2001, se stabilise en National dont il devient un solide outsider. Un dépôt de bilan prononcé en 2016 génère une forte incertitude sur l'avenir du club, qui repart en Régional 2 (deuxième niveau régional et septième niveau national) sous le nom Stadium Racing Colmar.

## Historique

### Genèse et ascension (1920-1937)
En 1919 est fondée l'Association sportive de Colmar, club omnisports possédant une section football,. L'AS Colmar Football termine avant-dernière du groupe Haut-Rhin de l'édition 1919-1920 de la Division d'Honneur.
Il est alors clair que l'ASC favorise nettement l'athlétisme au détriment des autres sections de ce club omnisports. Cette position entraîne rapidement des divergences et les nageurs se retirent rapidement pour former une société de natation. Conscients de leurs erreurs, les cadres de l'AS Colmar se retrouvent en janvier 1920 au restaurant Pfeffel à Colmar. C'est là qu'est décidée la fondation des Sports réunis Colmar, dont l'inscription au registre des sociétés date du 23 mai 1920.
Le club débute en Promotion de la Ligue d'Alsace de football en 1921, dont il finit cinquième en 1922 et troisième en 1923. En 1924, vainqueur de groupe et champion d'Alsace, le club remonte en DH. Les deux saisons qu'il y passe sont moyennes : en 1925, les SRC ne se qualifient pas pour la phase finale. Il en est de même en 1926 où, bien que quatrième, les SRC sont reversés en Promotion pour la saison suivante.
Les saisons en championnat local s'enchaînent alors. En 1927, les SRC sont cinquièmes. Cette saison est notamment marquée par un match de gala contre l'AS Valentigney, finaliste de la coupe de France 1926 (3-3). Huitième en 1929, le club est relégué en Division 2, dont il finit septième en 1930. Un titre de vainqueur de groupe obtenu en 1931 ramène l'équipe en Division 1, dont il finit champion en 1936, retrouvant ainsi la Division d'Honneur.
En 1937, alors que l'équipe première termine quatrième de Division d'Honneur, le président Joseph Lehmann dépose une candidature auprès de la Fédération française de football pour « son affiliation comme club à joueurs professionnels ».

### Période professionnelle et affres de la guerre (1937-1949)
| \| Colmar \| Localisation de la ville de Colmar |
| Colmar                                          |

La création d'une section professionnelle aux maillots verts crée un réel engouement autour du club. Joseph Lehmann crée alors une équipe de toutes pièces : lors du premier match professionnel en août 1937, seuls deux des joueurs alignés provenaient des SRC amateur. L'édition 1937-1938 de la Division 2 se joue en deux phases. D'abord, un championnat divisé en quatre poules régionales dont Colmar finit deuxième après avoir longtemps occupé la tête. Pour la deuxième phase, Colmar participe à la poule « promotion » et termine quatrième. La saison suivante, les SRC réalisent également des performances très encourageantes en terminant à la cinquième place d'une D2 unique. Les SRC se renforcent et commencent la saison 1939-1940 par une victoire 6-0 sur le Football Club de Mulhouse en amical. Cet élan est toutefois stoppé par la Seconde Guerre mondiale.
En 1940, les SRC sont renommés SpVgg Kolmar et intégrés à la nouvelle Gauliga Elsass. En 1940-1941, l'équipe finit deuxième du groupe 2, à trois points du champion, le FC Mülhausen 93 et troisième en 1941-1942, mais ce seront les seules performances intéressantes du club colmarien, quatrième en 1942-1943 et en 1943-1944,. Cette période est marquée par une participation du SpVgg Kolmar ainsi que de son rival, le FC Kolmar, à la résistance et à la libération de la ville.
En août 1945, Joseph Lehmann, rentré d'exil, décide de réinscrire le club en championnat professionnel malgré l'absence de nombreux joueurs, morts pendant le conflit. Les débuts en Division 2 1945-1946 sont difficiles et marqués par une défaite 5-8 contre le FC Nancy, en dépit de laquelle l'équipe termine à la sixième place. Cette même saison, le club atteint les huitièmes de finale de la coupe de France.
La saison 1947-1948 est exceptionnelle pour le club, tant en championnat où le club termine deuxième derrière l'OGC Nice et est promu en Division 1 pour la première fois de son histoire, qu'en Coupe de France où le club, bien qu'en seconde division, se hisse jusqu'en demi-finale pour y affronter le Racing Club de Lens. C'est dans ce contexte, parfois considéré comme le « point d'orgue de l'histoire du club » que les Verts préparent la saison 1948-1949.
Pour l'exercice 1948-1949, le club obtient un maintien confortable, à la onzième place. Néanmoins, le 17 mai 1949, Joseph Lehmann, le mécène et président du club, meurt brutalement des suites d'une maladie. Son fils décide de cesser de soutenir financièrement le club et la ville de Colmar n'accorde pas de fonds pour compenser cette perte importante pour le club,. Les SRC décident d'abandonner le professionnalisme et les SR Colmar font donc partie, avec le SC Douai, des deux clubs de football qui quittent le championnat professionnel en 1949.

### Entre rumeurs de retour et Promotion d'Honneur (1949-1978)
Après l'abandon du professionnalisme qui fait suite au décès de Lehmann, les SRC repartent en CFA, la division nationale regroupant les meilleures équipes amateur. Malgré un début de saison satisfaisant, puisque l'équipe se classe en troisième position à la trêve hivernale, le manque d'effectif fait que la seconde moitié de saison est catastrophique et le match décisif contre Blanzy est perdu 5-0. Ainsi, les SRC, avant-derniers avec 7 victoires, 5 nuls et 12 défaites, sont relégués en Division d'Honneur, championnat qu'ils n'avaient plus disputé depuis 1937.
Les résultats en Division d'Honneur sont mitigés et une dixième place en 1952-1953 relègue les SRC en Promotion d'Honneur. Un titre de champion d'Alsace 1954 permet néanmoins une remontée immédiate. Les saisons suivantes ne sont guère extraordinaires, le meilleur classement étant une septième place en 1957. La onzième place de la saison 1957-1958 entraîne toutefois une nouvelle relégation en PH, pour une seule saison, le club réussissant encore une fois à remonter immédiatement.
| \| Wittisheim Logelbach Colmar \| Les SR Colmar fusionnent avec le club de Wittisheim · en 1962 puis celui de Logelbach en 1964. |
| Wittisheim Logelbach Colmar |

Cette remontée crée une dynamique positive : l'équipe termine troisième de DH en 1960 et deuxième en 1962. Cette même année, les SR Colmar absorbent le FC Wittisheim, alors en CFA et déchiré par des « embrouilles familiales » qui poussent Lucien Baumlin, son mécène, à partir dans les Vosges. La nouvelle entité, qui participe au CFA, réalise un exercice correct en 1962-1963 et termine à la huitième place. À l'intersaison, le club est renommé AS Colmar à la stupeur générale. Ce changement impromptu d'identité ne dure toutefois qu'une seule saison et se solde par un retour en DH en 1964.
En juin 1964 les Sports réunis Colmar Wittisheim absorbe totalement l'ÉS Logelbach, le club se nomme à nouveau Sports réunis Colmar et n'a plus changé de nom depuis.
L'année 1967 est marquée par l'« affaire Marguerite Bauer », dite « l'escroc au grand cœur ». Celle-ci et son mari Henri Bauer prétendent avoir hérité de plusieurs millions de dollars d'un oncle américain et elle souhaite en faire profiter sa ville en y créant un héliport, une usine d'hélicoptères et en ressuscitant les SRC professionnels, grâce à de sérieuses garanties financières. Toutefois, le 12 octobre 1967, on découvre que Mme Bauer ne disposait non pas de 100 millions de francs comme elle l'avait annoncé, mais de seulement 100 francs. Cet épisode est définitivement clos en 1969, quand Mme Bauer est condamnée à trois ans de prison ferme pour escroquerie.
Les saisons en DH s'enchaînent et les SRC accrochent les places d'honneur sans briller, notamment en 1972, où l'équipe termine troisième derrière le FC Strasbourg Kronenbourg et Mars Bischheim. En 1973, après une saison réussie et un titre de champion d'Alsace, les joueurs haut-rhinois retrouvent la Division 3 mais pour une seule saison seulement. Quinzièmes sur seize, dans un groupe dominé par l'AS Mutzig, les SRC retournent en DH.
Les saisons suivantes et notamment la saison 1974-1975 sont « fades ». À cette période, faute de pouvoir jouer le haut de tableau, les SR Colmar redonnent de la vitalité à la rivalité entretenue avec le Football Club de Colmar, remportant par ailleurs la majorité des derbys. En 1976, les SRC réalisent une bonne saison, finissant troisièmes, avec toutefois six points de retard sur les deux premiers, à égalité.

### Un club qui ne parvient pas à se distinguer (1978-1993)
En 1978, les SRC participent à la Division 4 nouvellement créée, après avoir fini troisième de DH Alsace. Malgré une timide dixième place, le « projet d'un grand club à Colmar » est relancé avec l'arrivée d'Alain Léopold comme président du comité de soutien du club, un an seulement après son titre de champion de France comme président du Racing Club de Strasbourg. Cette annonce restera toutefois à l'état de « vraie-fausse arrivée providentielle ».
La saison 1979-1980 est marquée par le derby du 17 février 1980, dernier à opposer SRC et Stade Colmar 77. La victoire 2-1 des Verts, « dramatique », condamne l'autre club de Colmar à un retour en DH qui lui sera fatal. Bien qu'ambitieux, les SRC ne parviennent pas à monter en Division 3, ne finissant que cinquièmes en raison de nombreux départs à l'intersaison.
Les SR Colmar vivent alors une période difficile. Le président Gaston Faller démissionne, faute de pouvoir « gérer la pénurie ». Les entraîneurs se succèdent et malgré l'arrivée de Jean Chouvet à la tête de l'équipe pour l'exercice 1983-1984, celle-ci n'obtient son maintien que lors de la dernière journée, après une victoire sur Neufchâteau. L'instabilité du club se ressent sur ses résultats sportifs, guère encourageants. Le seul point positif de cette période est une finale de coupe d'Alsace, disputée en 1985.
Le club, toujours ambitieux, engage Yves Ehrlacher en 1986. Néanmoins, son passage décevant se clôt par une relégation en Division d'Honneur l'année suivante. Toujours marqué par une instabilité chronique des cadres dirigeants, le club s'enlise en DH, réalisant des saisons moyennes : huitième en 1989, septième en 1991, seule la troisième place obtenue en 1990 sert de consolation au club.
À l'inverse, le club vit en 1992 une épopée mémorable en Coupe de France, atteignant les trente-deuxièmes de finale, où les SRC affrontent une nouvelle fois le Racing Club de Lens. La saison suivante est très réussie et les SRC remontent enfin en championnat national, goûtant au nouveau championnat de National 3.

### Stabilisation au cinquième niveau national (1993-2008)
En 1993, pour leur première saison en National 3, les SR Colmar sont affectés au groupe C, dont ils finissent premiers non-relégables. L'instabilité des années 1980 se ressent encore sur les résultats sportifs : changeant de comité en cours de saison, le club réalise une saison catastrophique l'année suivante et termine dernier, avec seulement deux victoires décrochées en 26 matchs. De retour en Division d'Honneur, les SRC sont réellement au creux de la vague : neuvièmes, ils évitent une relégation « désastreuse » en D2 régionale de justesse, en gagnant leur dernier match de la saison à Eckbolsheim,.

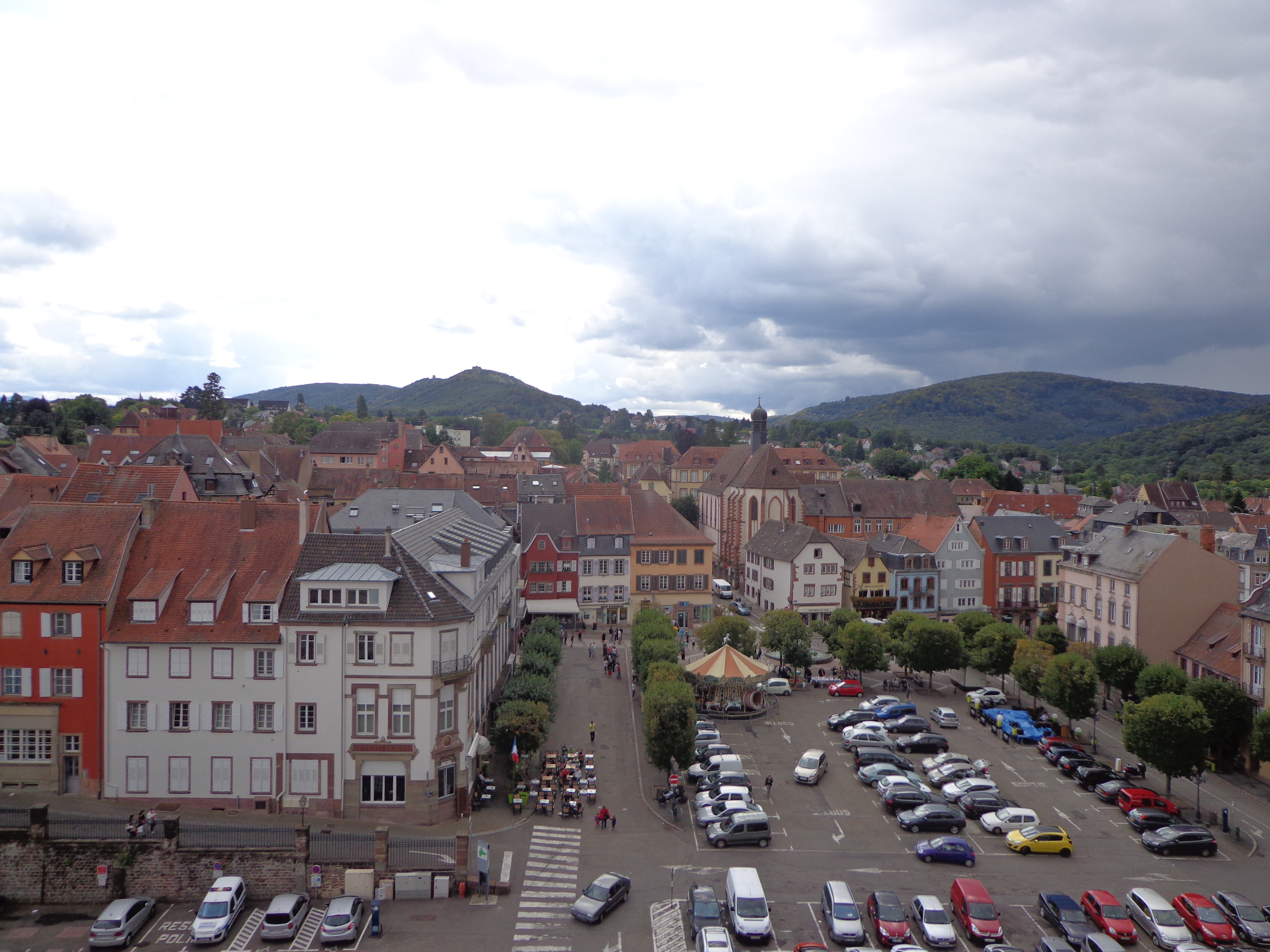
Saverne, où se joue la finale de Coupe d'Alsace gagnée en 2000

L'arrivée de Daniel Sissler à la présidence redonne de l'impulsion à un « groupe de purs produits locaux », soudé par les difficultés et qui remporte le titre de champion d'Alsace en 1997 et remonte ainsi en National 3, renommé CFA 2 pendant l'été. De retour au cinquième échelon national, les SRC réalisent un premier exercice honorable en finissant neuvièmes sur quinze. Quatrièmes en 2000, cinquièmes en 2001, les Verts s'enracinent à ce niveau. L'année 2000 est surtout marquée par une victoire en Coupe d'Alsace, après deux finales perdues en 1997 et 1999.
Malgré ce semblant d'amélioration, les problèmes internes sont toujours présents et l'ambiance se dégrade. En décembre 2000, une fronde de huit joueurs « en manque de temps de jeu » entraîne le limogeage de l'entraîneur, malgré la seconde place alors occupée au classement. Après cet épisode, le club décide de changer sa stratégie générale, pour ne viser non plus le maintien en CFA 2, mais une montée rapide en championnat de France amateur de football. Roland Hunsinger, devenu président en 1999, est ambitieux pour son club, qui bénéficie de nouveaux soutiens et de nouvelles infrastructures.
Le « projet d'un grand club à Colmar » est à nouveau relancé. Le nouvel entraîneur, Dominique Lihrmann, fixe deux priorités : d'une part, recréer un engouement populaire autour du club et d'autre part, faire remonter l'équipe B en Division d'Honneur. C'est chose faite en 2006, où l'équipe réserve termine championne de son groupe d'Excellence et où l'équipe première réalise un parcours remarquable en Coupe de France, atteignant les huitièmes de finale, après avoir éliminé l'AS Monaco.
En progression constante en championnat de 2004 à 2008, une deuxième place obtenue en CFA 2 2007-2008 grâce à une victoire contre le CSO Amnéville propulse les Verts enfin en CFA.

### Au premier plan amateur (2008-2016)
Pour leur première saison en CFA nouvelle mouture, les SR Colmar se montrent directement ambitieux. Finalement, les Verts finissent cinquièmes du groupe A, notamment grâce à leur buteur Mini Tagba Balogou.
En 2009-2010, les SR Colmar réalisent une saison des plus réussies et terminent premiers de leur groupe de CFA avec 19 victoires en 36 matchs. Le 22 mai 2010, le club gagne le titre de champion de CFA tous groupes confondus. De plus, cette saison-là, les Verts réalisent un excellent parcours en Coupe de France, écartant notamment le Football Club de Metz et le Lille OSC, avant d'être éliminés en seizièmes de finale par l'US Boulogne CO. Le club monte ainsi en National, trente-six ans après avoir fréquenté pour la dernière fois un championnat de troisième niveau.
La première saison en National est difficile et le club ne se maintient que grâce à une victoire face à l'US Luzenac lors de la dernière journée. En septembre 2010, alors que le club est en grande difficulté en championnat, Ott déclare « Nous avons très peu touché au groupe qui jouit d'une grosse cohésion. C'est cela qui va nous sauver ». Lors de la saison 2011-2012, Colmar vise un maintien confortable mais a du mal à s'imposer à l'extérieur. En mars 2012, on annonce que le club va changer de président, Roland Hunsinger laissant sa place à Christophe Gryczka. Ce dernier se montre ambitieux et affirme viser « la Ligue 2 dans les trois ans ». À l'issue du National 2013-2014, les SRC terminent quatrièmes, après une saison très réussie.
Durant l'été 2014, l'entraîneur Damien Ott remanie fortement l'équipe, qui réalise un début de saison tonitruant, occupant rapidement la tête. Toutefois, à partir de novembre 2014, l'équipe ne parvient plus à gagner et se retrouve contrainte de jouer le maintien. En mars 2015 Ott est remplacé par Didier Ollé-Nicolle. L'équipe finit neuvième, loin de ses ambitions ; mais le club conserve son objectif de montée pour la saison 2015-2016. Les SR Colmar vivent toutefois une saison cauchemardesque, marquée à la fois par des résultats sportifs décevants et par une grave crise interne couplée de problèmes de trésorerie. Les SRC sont relégués sportivement en CFA et déposent le bilan en juin 2016.

### Le Stadium Racing Colmar (depuis 2016)
Le dépôt de bilan est suivi par une aggravation de la crise au sein du club, dont le comité directeur démissionne en bloc en juillet 2016. Le club, menacé de disparition et sous la pression de Gilbert Meyer, le maire de Colmar, annonce dans le même temps qu'il ne repartira pas en Division d'Honneur comme le prévoient les règlements de la FFF, mais en Excellence Haut-Rhin (deuxième niveau régional).
Le 2 août 2016, l'association Sports réunis Colmar dépose également le bilan. Une nouvelle association, dont les statuts sont déposés le lendemain, récupère les infrastructures du club, désormais dénommé Stadium Racing Colmar,.
En 2019, le club termine premier de Régional 2 et monte en Régional 1. L'objectif du club, pour la saison 2019-2020, est d'obtenir la promotion en National 3 et à moyen-long terme de retrouver le National. Le club est finalement promu en National 3 à la suite de l'arrêt prématuré des championnats en raison de la pandémie de Covid-19 en France.
Au bout de 8 journées durant la saison 2020-2021, le club se place troisième avec 11 points, mais le championnat est contraint de s'arrêter à cause de la pandémie.
À l'issue de la saison 2021-2022, le club finit premier et est promu en National 2.

## Palmarès et résultats sportifs

### Titres et trophées
Le tableau suivant récapitule les performances des Sports réunis de Colmar dans les principales compétitions officielles françaises.
| Compétitions nationales | Compétitions régionales |
| --- | --- |
| - Coupe de France - Demi-finaliste en 1948 - Division 2 - Vice-champion en 1948 - CFA (D4) (1) - Champion en 2010 - National 3 - Champion du groupe H en 2025 | - Division d'Honneur (2) - Champion en 1973 et 1997 - Vice-champion en 1962, 1965 et 1993 - Coupe d'Alsace (4) - Vainqueur en 1949, 2000 et 2001 et 2018 |

### Parcours en Coupe de France

#### Premières participations (1920-1937)
La première apparition remarquée des SR Colmar en Coupe de France se fait lors de l'édition 1928-1929, où le club, alors en promotion, est éliminé par le CA Messin sur le score de 3-0 en tours préliminaires. Le CA Messin se fera par la suite éliminer en seizièmes de finale par le club de Belfort.
En Coupe de France de football 1930-1931, les SR Colmar sont éliminés dès le deuxième tour par l'AS Audincourt, sur le score de 3-1[réf. nécessaire]. Durant cette première période de l'histoire du club, l'équipe n'atteint à aucune reprise les trente-deuxièmes de finale.

#### Des performances remarquables (1937-1949) suivies d'une période calme (1949-1991)

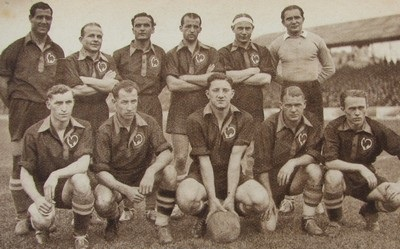
Le RC Lens, ici en 1937-1938, élimine le club cette saison-ci ainsi qu'en 1948.

Pour sa première participation en tant que club professionnel, les SRC ne parviennent pas à se qualifier pour les trente-deuxièmes de la compétition. Le 18 décembre 1938, les SRC sont éliminés en trente-deuxièmes de finale par le Racing Club de Lens, onzième de D1, sur le score de 3-1,.
Pendant la Seconde Guerre mondiale, les SR Colmar, affiliés à la Fédération allemande de football, ne participent pas à la Coupe de France et ne se qualifient pas pour la coupe d'Allemagne de football. Il faut attendre l'édition 1945-1946 pour voir un retour des SRC dans la compétition. Les Verts réalisent un excellent parcours : après avoir éliminé le Football Club de Metz et le Racing Club de Strasbourg, ils sont finalement éliminés en huitièmes par le Racing Club de Paris.
En 1947-1948, le club, bien qu'en Division 2, réalise le meilleur parcours de son histoire, atteignant les demi-finales, après avoir notamment éliminé le Football Club de Gueugnon et les Girondins de Bordeaux ; c'est le Racing Club de Lens qui, comme en 1938, sort les Verts de la compétition.
L'année suivante, alors en Division 1, les SRC quittent la compétition dès les seizièmes de finale, après une défaite contre l'Union sportive quevillaise. Après le Toulouse FC, c'est le second club professionnel que les amateurs du Petit-Quevilly sortent de la compétition.
Après l'abandon du statut professionnel, les SR Colmar ne réalisent plus fréquemment des parcours notables. En 1978-1979, les Verts atteignent le septième tour de la compétition et sont sortis par le FC Chaumont (D2) sur le score de 4-0.

#### Des parcours ponctuellement intéressants (depuis 1991)
C'est à partir de l'édition 1991-1992 que les SRC renouent avec les résultats intéressants en Coupe de France de football. Après avoir éliminé l'ASIM, Rixheim, Hirtzfelden, Strasbourg Vauban, le RC Lédonien et l'US Forbach, tous à l'extérieur et quatre fois aux tirs au but, les SRC affrontent le Racing Club de Lens en 32e de finale. Dans un Stade des Francs rempli par près de 4 000 spectateurs, l'équipe du capitaine Steeve Schmeier s'inclinent 3-0, après avoir toutefois opposé une forte résistance.
En 2005-2006, les Verts, alors en CFA 2, réalisent l'exploit d'éliminer l'AS Monaco en seizièmes de finale. Les SRC quittent la compétition au tour suivant, après une défaite 4-1 face au Stade rennais.
Lors de l'édition 2009-2010, les SRC, qui évoluent en CFA, réalisent un bon parcours en atteignant les seizièmes de finale de la compétition. Dès le huitième tour, le club colmarien élimine le Football Club de Metz, alors en Ligue 2, aux tirs au but. En 32e de finale, contre le Lille OSC (L1), les SR Colmar s'imposent encore une fois aux tirs au but après avoir tenu en échec le quatrième de Ligue 1 devant 3 500 spectateurs, en finissant la partie à dix. L'aventure s'arrête en seizièmes de finale, où l'US Boulogne (L1) bat le club sur le score de 2-1.
En 2011-2012, les SR Colmar quittent la compétition dès le sixième tour, éliminés par le Sporting Club Schiltigheim, un club de CFA 2 sur le score de 2-1. La saison suivante, les SRC atteignent le huitième tour de la compétition, où ils sont éliminés aux tirs au but par le CA Pontarlier, également en CFA 2.
Lors de la saison 2013-2014, Colmar est éliminé lors de son entrée en Coupe de France, au 5e tour, par Geispolsheim.

### Championnat disputé
Le tableau suivant indique le championnat disputé par le club au cours des saisons.
- Championnat national professionnel
- Championnat national professionnel et amateur
- Championnat national amateur
- Championnat régional amateur
- Pas de promotion/relégation

|           | Pyramide professionnelle | Pyramide professionnelle | Pyramide amateur | Pyramide amateur | Pyramide amateur |
|           | Rang I                   | Rang II                  | Rang I           | Rang II          | Rang III         |
| 1945-1948 |                          | Division 2               |                  |                  |                  |
| 1948-1949 | Division 1               |                          |                  |                  |                  |
| 1949-1950 |                          |                          | CFA              |                  |                  |
| 1950-1953 |                          |                          |                  | DH Alsace        |                  |
| 1953-1954 |                          |                          |                  |                  | P. Honneur       |
| 1954-1958 |                          |                          |                  | DH Alsace        |                  |
| 1958-1959 |                          |                          |                  |                  | P. Honneur       |
| 1959-1962 |                          |                          |                  | DH Alsace        |                  |
| 1962-1964 |                          |                          | CFA              |                  |                  |
| 1964-1970 |                          |                          |                  | DH Alsace        |                  |

|           | Rang I | Rang II | Rang III   | Rang IV    | Rang V     | Rang VI    | Rang VII   |
| 1970-1973 |        |         |            | DH Alsace  |            |            |            |
| 1973-1974 |        |         | Division 3 |            |            |            |            |
| 1974-1978 |        |         |            | DH Alsace  |            |            |            |
| 1978-1988 |        |         |            | Division 4 |            |            |            |
| 1988-1993 |        |         |            |            | DH Alsace  |            |            |
| 1993-1995 |        |         |            |            | National 3 |            |            |
| 1995-1997 |        |         |            |            |            | DH Alsace  |            |
| 1997-2008 |        |         |            |            | CFA 2      |            |            |
| 2008-2010 |        |         |            | CFA        |            |            |            |
| 2010-2016 |        |         | National   |            |            |            |            |
| 2016-2019 |        |         |            |            |            |            | Excellence |
| 2019-2020 |        |         |            |            |            | Régional 1 |            |
| 2020-2022 |        |         |            |            | National 3 |            |            |
| 2022-2024 |        |         |            | National 2 |            |            |            |
| 2024-     |        |         |            |            | National 3 |            |            |

### Bilan sportif
Les SR Colmar comptent une seule saison en Division 1 et cinq saisons en Division 2, toutes disputées avec le statut professionnel. Il se place en 2014 à la 70e place du classement de première division toutes saisons confondues établi par la Ligue de football professionnel et au 110e rang pour ce qui concerne la deuxième division,.
De plus, les SR Colmar totalise huit saisons au troisième niveau national, dont quatre en National, une en Division 3 et trois dans l'ancien Championnat de France amateur. À cela il faut ajouter douze saisons au quatrième niveau, dont dix en Division 4 et deux en Championnat de France amateur ; et treize saisons au cinquième échelon national, en CFA 2.
De 1940 à 1944, le club colmarien évolue en championnat allemand,. Il dispute seulement la Gauliga Elsass, ne se qualifiant ni pour la Coupe d'Allemagne de football, ni pour la phase finale du Championnat d'Allemagne de football.
Les SR Colmar dispute également trente-six saisons en Division d'Honneur entre 1919 et 1997.
|                         | Compétition                  | Saisons | Titres | J   | G   | N   | P   | Bp  | Bc  | Diff |
| Championnat français    | Division 1 (1948-1949)       | 1       | 0      | 34  | 12  | 7   | 15  | 61  | 78  | -17  |
| Championnat français    | Division 2 (1937-1948)       | 5       | 0      | 188 | 94  | 41  | 53  | 379 | 281 | +98  |
| Championnat français    | National (2010-2016)         | 6       | 0      | 218 | 74  | 61  | 83  | 247 | 266 | -19  |
| Championnat français    | Division 3 (1973-1974)       | 1       | 0      | 30  | 6   | 7   | 17  | 32  | 58  | -26  |
| Championnat français    | CFA 3e niveau (1949-1964)    | 3       | 0      | 70  | 16  | 20  | 34  | 72  | 128 | -56  |
| Championnat français    | CFA 4e niveau (2008-2010)    | 2       | 1      | 70  | 33  | 24  | 13  | 88  | 62  | +26  |
| Championnat français    | Division 4 (1978-1988)       | 10      | 0      | 260 | 89  | 67  | 104 | 372 | 411 | -39  |
| Championnat français    | National 3/CFA 2 (1993-2020) | 13      | 0      | 380 | 143 | 103 | 134 | 552 | 542 | +10  |
| Compétitions allemandes | Gauliga Elsass (1940-1944)   | 4       | 0      | 72  | 44  | 8   | 20  | 211 | 93  | +118 |

Mise à jour : juillet 2014

### Records et distinctions

#### Joueurs et entraîneurs
En 2010, l'attaquant Abdel Moukhil termine quatrième meilleur buteur du groupe A de CFA.
L'ancien joueur Pierre Pleimelding est, dans les années 1990, entraîneur de l'équipe de Côte d'Ivoire de football.
Très peu de joueurs colmariens ou d'anciens joueurs colmariens ont été appelés en sélection nationale française. Louis Gabrillargues est sélectionné avant son passage dans le Haut-Rhin. Il en est de même pour Luc Sonor, qui termine sa carrière aux SR Colmar. Les internationaux Charles Heiné, Marc Keller et Pierre Pleimelding ont par contre été formés à Colmar et ont connu leurs premières sélections après leur départ du club.

#### Championnat professionnel
La plus large victoire connue en Division 1, à laquelle le club ne participe qu'en 1948-1949, est obtenue contre le Club olympique Roubaix-Tourcoing, battu 5-0, notamment grâce à un doublé de Kaj Hansen. La plus lourde défaite des SR Colmar en Division 1 date du 2 janvier 1949, quand les SRC s'inclinent 8-0 face au Lille Olympique Sporting Club. On note également une défaite 7-0 face au Toulouse FC. Le match de Division 1 le plus prolifique en buts est une défaite 7-2 contre l'Olympique de Marseille.

## Structures du club

### Stade

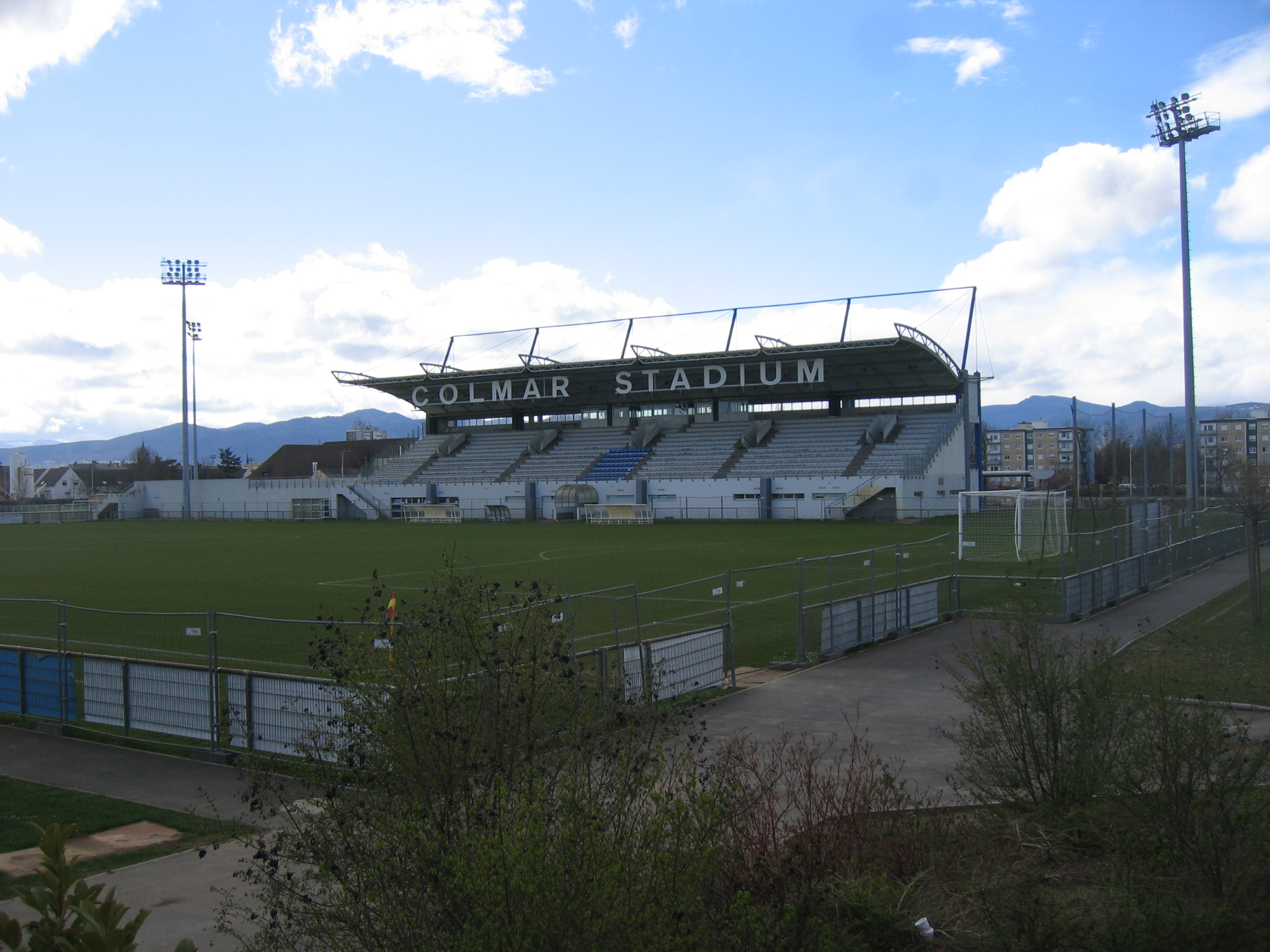
Le Colmar Stadium

À sa création, l'AS Colmar, puis les SR Colmar évoluent au Ladhof, sur le terrain où sera plus tard construit le stade du Ladhof; mais le terrain le plus utilisé est le Gutleutenplatz, ou « terrain des Bonnes Gens » qui s'avère rapidement trop exigu en raison du nombre croissant des sections des SRC, avant tout club omnisports.
En 1926, le club loue le Stade des Francs à la ville de Colmar par bail emphytéotique. C'est alors un terrain en friche, que les adhérents de l'association décident d'aménager par leurs propres moyens, à la pelle et à la pioche. Le nouveau stade est inauguré le 24 juin 1928 avec un derby contre le Football Club de Colmar. Il est alors considéré comme « le plus beau stade d'Alsace ». En 1937 et 1938, les modifications et améliorations réalisées sous l'impulsions du président Joseph Lehmann en font un parc des sports complet. Cette même année est construite une tribune couverte pour 4 000 spectateurs. Dès les années 1930, le club accueille des matchs contre des équipes étrangères, comme le FK Viktoria Žižkov en 1939.
En 1958, le club met fin au bail emphytéotique du stade des Francs. Il occupe alors d'autres stades, dont le Stade du Ladhof dans les années 1960. Des matchs sont encore joués au stade des Francs, comme le trente-deuxième de finale de coupe de France en février 1992, contre le Racing Club de Lens.
Depuis son inauguration en 2001, l'équipe première évolue au Colmar Stadium, d'une capacité de 7 000 places dont seulement 1 400 en tribune. Situé rue Ampère à Colmar, il est doté de quatre terrains, dont trois en pelouse naturelle et un en pelouse synthétique. En 2012, la construction d'une nouvelle tribune de 670 places est commencée. Cette deuxième tribune s'insère dans un grand plan de rénovation du stade, incluant un nouvel espace VIP, la rénovation des vestiaires, de nouveaux parkings, etc..

### Équipes réserves
En 1937, quand les SR Colmar passent au professionnalisme, l'équipe première en Division d'Honneur devient équipe réserve du club. Avant la guerre, elle remporte la Coupe de Colmar contre le FC Horbourg et la Coupe Herlory, sorte de championnat du grand-est des réserves professionnelles.
Dans les années 2000, la remontée de la réserve en Division d'Honneur constitue un objectif principal de Dominique Lihrmann. C'est chose faite en 2006. C'est à cette même période que la seconde réserve commence à progresser dans les championnats régionaux.
La réserve des SR Colmar, championne d'Alsace en 2012, évolue en championnat de France amateur 2 jusqu'en 2015 où elle retrouve les championnats régionaux.
| Compétitions nationales             | Compétitions régionales | Compétitions de jeunes                                                                             |
| ----------------------------------- | --- | -------------------------------------------------------------------------------------------------- |
| - Coupe Herlory - Champion en 1938. | - Division d'Honneur - Champion en 2012. - Deuxième en 1949. - Promotion (D2 régionale) - Champion du Haut-Rhin en 1938. - Promotion (D3 régionale) - Champion du Haut-Rhin en 1970. - Coupe d'Alsace - Vainqueur en 1949. - Coupe de Colmar - Vainqueur en 1939. | - Tournoi international Cadets - Qualifié en 1979. - Division d'Honneur cadets - Champion en 1980. |

### Équipe féminine
De 1983 à 1991, les SR Colmar alignent une équipe féminine renommée. Elle remporte notamment le championnat d'Alsace en 1984 et 1986 et sont championnes interrégionales en 1988 et 1990. À noter également, deux Coupes d'Alsace remportées par l'équipe féminine.
En 1991, en raison de « tracasseries administratives », l'équipe féminine décide son retrait des championnats et sa « mise en sommeil ».
Parmi les joueuses des SR Colmar féminines, on retrouve Myriam Bernauer, internationale dans les années 1980.
La section féminine renaît au milieur des années 2010, et évolue actuellement en Régional 2, soit le 4e niveau des compétitions.

### Association omnisports
Dès leur fondation, les Sports réunis Colmar sont pensés comme un club omnisport. Les SRC omnisports constituent aujourd'hui un important vivier sportif, avec près de 2 500 licenciés en 2012. Le club est présidé par José Esposito.
En plus de la section football, l'association compte un club d'athlétisme, « le club le plus nombreux et le plus performant du département », une section natation, water-polo et natation synchronisée, une section tennis et squash, une section escrime, etc.

### Aspects juridiques et économiques

#### Statut juridique et légal
À ses débuts, les SR Colmar forment une association à but non lucratif inscrite au registre des associations du tribunal. En 1937, Joseph Lehmann crée une société au capital de 100 000 F avec émission d'actions de 10 et 50 F. Cette société, restée indépendante de l'association, s'engage dans un processus de fusion avec le RC Strasbourg en 1949, après la mort de Lehmann, processus invalidé par le Groupement des Clubs Professionnels, ce qui entraîne ainsi sa faillite.
À partir de 1949, l'association gère à nouveau l'intégralité des activités des Sports réunis Colmar. Le club est alors une association loi de 1901 fondée en 1920. Elle a son siège au Colmar Stadium, 36 rue Ampère, à Colmar. En 2016, à la suite d'un dépôt de bilan, les actifs de l'association Sports réunis Colmar sont récupérés par l'association Stadium Racing Colmar, dont les statuts sont déposés le 3 août 2016.
Le club est affilié sous le numéro 500419 à la Ligue d'Alsace de football association, section Haut-Rhin. Pour rappel, il n'existe pas de district départemental en Alsace. La nouvelle association conserve le numéro d'affiliation de l'ancienne.

#### Éléments comptables
En 2010-2011, pour la première saison en National, le club a un budget de 1,6 million d'euros. C'est le quatorzième budget du championnat. Pour la saison 2011-2012, le budget du club est stable, à 1,6 million d'euros. Il augmente légèrement, à 1,7 million d'euros en 2012-2013. En 2013-2014, alors que le président souhaitait augmenter le budget à hauteur de 2,5 millions d'euros, il n'est que de deux millions d'euros. La saison suivante, le budget continue à augmenter avec un passage à 2,5 millions d'euros. En 2015-2016, le budget, légèrement en baisse, est de 2,3 millions d'euros, ce qui en constitue le septième plus important du championnat.
| Saison | 2010-2011 | 2011-2012 | 2012-2013 | 2013-2014 | 2014-2015 | 2015-2016 | 2016-2017 | 2017-2018 | 2018-2019 | 2019-2020 | 2020-2021 | 2021-2022 |
| Budget | 1,6 M€    | 1,6 M€    | 1,7 M€    | 2 M€      | 2,5 M€    | 2,3 M€    |           |           |           | 0,46 M€   | 0,5 M€    |           |

#### Équipementiers et sponsors
L'équipementier actuel du club est SPORT 2000 et Hummel.
Dans les années 1980, la société Est-Bois est un sponsor-maillot important. Au début des années 1990, la radio RTL est partenaire du club et apparaît également sur les maillots. En 2000, c'est le logo des supermarchés E.Leclerc qui orne les maillots.
Entre 2007 et 2011, les SR Colmar ont quadruplé le nombre de leurs sponsors. En 2013, Clairefontaine, sponsor historique, se désengage. Cette perte importante est compensée par l'arrivée de Booa, entreprise spécialisée dans la construction de maisons en bois. Cette même année, les SR Colmar comptent sur un fort soutien des collectivités locales, comme la région Alsace, le Département du Haut-Rhin et la ville de Colmar.
Les sponsors des SRC ont un fort pouvoir d'influence. Par exemple, en 2011, certains sponsors ont menacé de « revoir leur position » si Damien Ott n'était pas reconduit à son poste d'entraîneur.

## Personnalités du club

### Présidents
Le président emblématique des SR Colmar est l'industriel Joseph Lehmann, à l'origine de la création de la section professionnelle. C'est son décès qui entraîne le retrait de cette dernière en 1949.
Dans les années 1980, le club est marqué par une certaine instabilité, matérialisée par les mandats courts (deux ans) de José Esposito et Jean-Paul Jurado. L'arrivée de Daniel Sissler en 1994 redonne du souffle au club, alors en grande difficulté sportive tandis que celle de Roland Hunsinger en 1999 amène à une réorientation de la stratégie du club et à la résurrection du « projet d'un grand club à Colmar »,;
Le tableau suivant présente la liste des présidents des SR Colmar. Sauf indication contraire, les périodes indiquées dans le tableau commencent et se terminent en début et fin de saison, c'est-à-dire généralement en juin.
| #  | Période                | Nom                     |
| -- | ---------------------- | ----------------------- |
| 1  | 1937–1939              | Joseph Lehmann          |
| 2  | 1939–1945              | M. Mathis               |
| 3  | 1945–1949              | Joseph Lehmann          |
| 4  | 1949–1958              | Y. Muller               |
| 5  | 1958–1962              | Gaby Esposito           |
| 6  | 1962–1974              | Jean-Jacques Risser     |
| 7  | 1974–1976              | Jacques Cuisinier       |
| 8  | 1976–1977              | Paul Kaltenbach         |
| 9  | 1977–1983              | Gaston Faller           |
| 10 | 1983–1985              | José Esposito           |
| 11 | 1985–1987              | Jean-Paul Jurado        |
| 12 | 1987–1994              | Roland Ory              |
| 13 | 1994–1999              | Daniel Sissler          |
| 14 | 1999–2012              | Roland Hunsinger        |
| 15 | 2012-févr. 2016        | Christophe Gryczka      |
| 16 | févr.-juil. 2016       | Jean-Louis Jaegli       |
| 17 | août 2016 - juil. 2020 | Guy Meyer               |
| 18 | depuis juil. 2020      | Guy Meyer et Marc Nagor |

### Entraîneurs et encadrement technique
À l'époque de la création des SR Colmar en 1920 c'est, dans les clubs français, généralement le capitaine de l'équipe qui dirige celle-ci. L'amélioration des performances d'une équipe passent néanmoins par le développement de programmes d'entraînement encadrés par un spécialiste. Dans les années 1920, les entraîneurs qui exercent dans les clubs sont encore peu nombreux, l'offre étant inférieure à la demande. De plus, disposer d'un entraîneur est encore un luxe que seuls les clubs les plus puissants peuvent se payer. Les SR Colmar se dotent d'un entraîneur de façon récurrente à partir de leur adoption du professionnalisme en 1937. Lors de la saison 1937-1938 en Division 2, c'est le Tchécoslovaque Trojanek qui s'occupe de l'équipe colmarienne. Celui-ci entraîne précédemment notamment le Stade rennais université-club en 1930-1931, mettant alors particulièrement l'accent sur la préparation physique des joueurs.
Après l'accession en championnat de France amateur (CFA) en 2008, quatrième niveau dans la hiérarchie du football en France, l'équipe est prise en charge par Damien Ott. Celui-ci arrive en provenance du Football Club de Mulhouse, qu'il vient de diriger plusieurs saisons dans ce championnat de CFA. Damien Ott est alors entraîneur à temps partiel, puisqu'il exerce en outre le métier de professeur d'éducation physique et sportive (EPS) à Saint-Louis. En 2014 et après quatre saisons en championnat de France National, soit au troisième niveau dans la hiérarchie, le club décide de professionnaliser ses structures. Quatre membres de l'encadrement technique travaillent désormais à temps plein pour le club : l'entraîneur Damien Ott, son nouvel adjoint et ancien préparateur physique de l'équipe Robert Pavlinic, le préparateur physique André Hermann et l'assistant technique Pape Dieye. Ott est remplacé en mars 2015 par Didier Ollé-Nicolle.
Le tableau suivant présente la liste des techniciens ayant exercé comme entraîneur principal aux SR Colmar. Sauf indication contraire, les périodes indiquées dans le tableau commencent et se terminent en début et fin de saison, c'est-à-dire généralement en juin.
| #  | Période             | Nom                                |
| -- | ------------------- | ---------------------------------- |
| 1  | 1937–1938           | Trojanek                           |
| 2  | 1938–1939           | Emmanuel Lowy                      |
| 3  | 1945–1946           | Frédéric Schuller                  |
| 4  | 1946–1949           | Charles Nicolas                    |
| 5  | 1949–1950           | Nordine Ben Ali                    |
| 6  | 1950–1951           | Frédéric Schuller                  |
| 7  | 1951–1952           | Jean Emmenegger                    |
| 8  | 1952–1953           | A. Schielling                      |
| 9  | 1953–1954           | F. Rimmely                         |
| 10 | 1954–1955           | A. Demuth                          |
| 11 | 1955–1956           | Jean Emmenegger                    |
| 12 | 1956–1957           | Frédéric Schuller                  |
| 13 | 1957–1958           | Frédéric Schuller, A. Guitre       |
| 14 | 1958–1959           | A. Guitre                          |
| 15 | 1959–1962           | Oscar Heisserer, Louis Gerber      |
| 16 | 1962–1964           | Stéphane Bruzzone                  |
| 17 | 1964–1967           | René Pleimelding                   |
| 18 | 1967–1969           | L. Boni                            |
| 19 | 1969–1971           | Joseph Deckert                     |
| 20 | 1971–1972           | Fernand Doll / Wolfgang Strieckert |
| 21 | 1972–1974           | Fernand Doll                       |
| 22 | 1974–1975           | Jack Bride                         |
| 23 | 1975–1976           | Louis Gerber                       |
| 24 | 1976–1981           | Marius Bruat                       |
| 25 | 1981–1983           | Louis Gerber                       |
| 26 | 1983–1985           | Jean Chouvet                       |
| 27 | 1985–1987           | Guy Voilliot                       |
| 28 | 1987–1988           | Yves Ehrlacher                     |
| 29 | 1988–1991           | Marc Findeli                       |
| 30 | 1991–déc. 1995      | Claude Spreng                      |
| 31 | déc. 1995–déc. 2000 | Claude Steib                       |
| 32 | déc. 2000–jan. 2002 | Christophe Bentoumi                |
| 33 | jan. 2002–2003      | Yves Bischoff                      |
| 34 | 2003–2008           | Dominique Lihrmann                 |
| 35 | 2008-mars 2015      | Damien Ott                         |
| 36 | mars 2015-2016      | Didier Ollé-Nicolle                |
| 37 | 2016-oct. 2016      | Sébastien Cuvier                   |
| 38 | Depuis oct. 2016    | Pape Dieye                         |

### Joueurs

#### Joueurs emblématiques

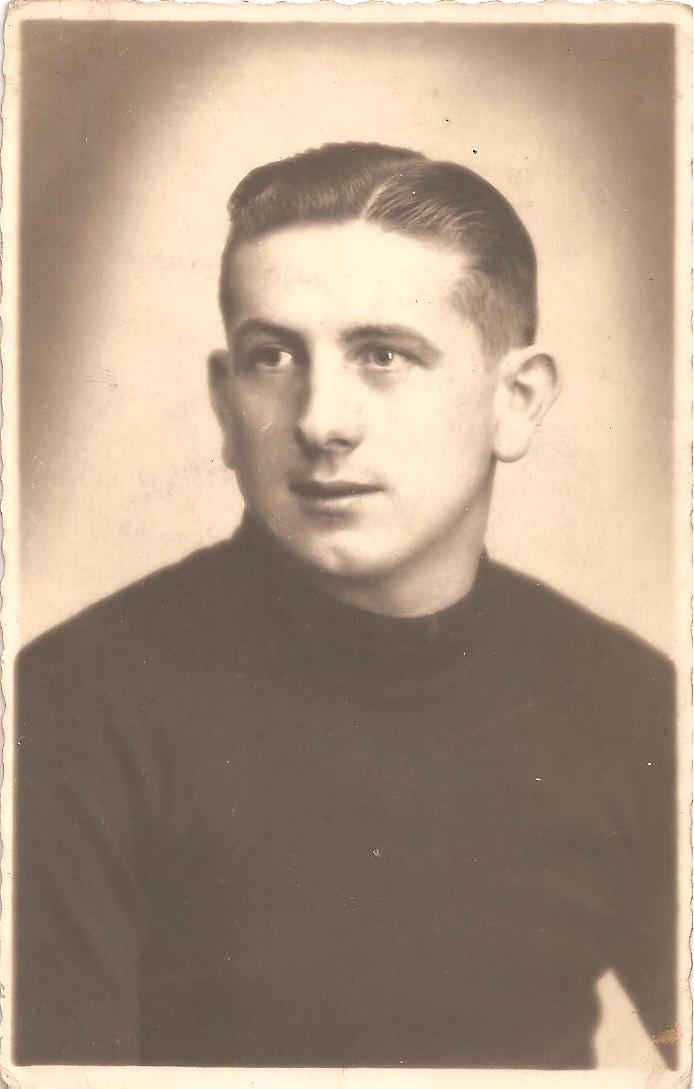
Gérard Wozniok, gardien emblématique des années 1930

Entre 1935 et 1939, le gardien emblématique des SR Colmar est Gérard Wozniok. Quand Lehmann compose l'équipe qui disputera la Division 2 1937-1938, il choisit des joueurs d'expérience, comme Collet, du Football Club de Mulhouse, Kreutzer du Favorit Wien, Árpád Belko, du FC Antibes, etc. De nombreux joueurs de la première équipe professionnelle auront une carrière intéressante par la suite, comme l'Argentin Oscar Tellechea, ou le Français Gaston Gardet.
En 1945, les SR Colmar comptent dans leur effectif le futur international français Charles Heiné, sélectionné à deux reprises en 1947, alors qu'il venait de quitter Colmar pour le RC Strasbourg.
L'équipe de 1948 compte deux internationaux étrangers : le Danois Kaj Hansen, sélectionné 27 fois entre 1936 et 1946 en équipe du Danemark de football et l'Autrichien Camillo Jerusalem, sélectionné quatre fois en équipe d'Autriche de football entre 1936 et 1946. Aucun des deux n'est appelé pendant son passage à Colmar.
En 1963, le gardien expérimenté Claude Mallet arrive au club pour finir sa carrière. Il laisse un souvenir désastreux auprès du public colmarien en raison des nombreuses défaites lourdes en buts de l'équipe, dont il est considéré comme largement responsable.
Le capitaine emblématique des années 1990 est Steeve Schmeier, connu notamment pour ses performances lors de la Coupe de France 1991-1992.
En 1999, l'international français Luc Sonor finit sa carrière à Colmar.
En CFA 2009-2010, les SRC peuvent compter sur la présence du quart-de-finaliste de la Coupe d'Afrique des nations 2006 avec l'équipe du Cameroun Guy Feutchine.
En 2015, l'ancien du Racing Club de Strasbourg et international marocain Yacine Abdessadki, âgé de 34 ans, retrouve la compétition chez les Verts après quatre saisons sans club.

#### Joueurs formés au club

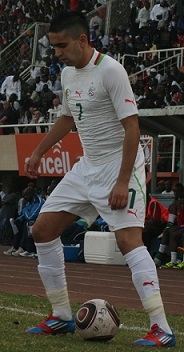
Boudebouz avec les Fennecs.

De 1971 à 1974, le futur international français Pierre Pleimelding évolue à Colmar, avant de passer professionnel à l'AS Monaco.
L'international espoir Frédéric Johansen, décédé dans un accident de voiture en 1992, a commencé sa carrière aux SR Colmar. Il reste une figure emblématique du club. À cette époque, François Keller et Marc Keller commencent également leurs carrières à Colmar.
De 1998 à 2002, le milieu offensif Ryad Boudebouz joue au football au SR Colmar avant de rejoindre le centre de formation du FC Sochaux à l'âge de 12 ans après avoir été repéré par Eugène Battmann, membre de la cellule de détection du centre de formation FC Sochaux en Alsace. Il deviendra par la suite international algérien et aussi un des meilleurs tireurs de penaltys de Ligue 1 en activité avec 100 % de réussite sur ses 16 premières tentatives.

## Image et identité

### Supporteurs
Le premier « Club des Supporters » des SR Colmar est créé le 2 juillet 1936. Dès ses débuts, il propose des produits dérivés comme « l'insigne des supporters » disponible pour 60 FRF.
À partir de la saison 1948-1949, le Club des Supporters organise la « Nuit du football », avec l'élection de « Miss Foot », une nouveauté pour l'époque. En 1949, le Club des Supporters compte 700 membres. Son président est M. Vieuchange. Deux membres du Club, MM. Fulgraff et Koppreiter, se relayent à la fonction de speaker. Ils sont alors installés dans une cabine en bois surmontant la tribune du stade des Francs.
Lors de la saison 2009-2010, un kop du nom de Green Panthers est fondé et accompagne le club y compris en déplacement avec des chants, une grosse caisse, etc.. Toutefois, le groupe est dissout en fin de saison à la suite d'incidents lors du dernier match.
Depuis 2011, les SRC bénéficient du soutien de deux groupes de supporteurs : les Col'verts et les Green Boys. Les Col'Verts accompagnent l'équipe lors des déplacements et occupent en habituellement la tribune Est du Colmar Stadium. Jean-Paul Besacier, président des Col'Verts, affirme « Nous avons toujours apporté notre soutien aux joueurs et au staff, nous serons toujours là quoi qu'il arrive ». En 2013, un bandeau de 12 m2 avec ses insignes est réalisé par l'association pour saluer l'ouverture de la saison.
Les Green Boys, fondés la même année que les Col'Verts, sont le dernier groupe de supporters actif du club, après la dissolution des col'vert, en raison d'un conflit avec le président Christophe Gryska faisant suite au derby SRC-Racing Club de Strasbourg Alsace de 2013.

### Affluences
Les affluences moyennes des SR Colmar augmentent fortement lors du passage au professionnalisme, en 1937. Ainsi, en Division 2 1937-1938, la moyenne d'affluence s'élève à 2 912 spectateurs par matchs. Après la guerre, en Division 2 1947-1948 dont les SRC finissent deuxième, l'affluence moyenne s'élève à 3 054 spectateurs par match. Le record d'affluence moyenne de l'histoire du club date de la saison 1948-1949 avec 5 505 spectateurs par match en moyenne.
Après le dépôt de bilan du club en 1949, les affluences baissent drastiquement et peu de chiffres sont connus. Dans les années 1960, quand le club évolue en Championnat de France amateur, les affluences moyennes sont proches des 800 spectateurs. En 1974, en D3, l'affluence moyenne s'élève à 849 spectateurs par match. Il faut attendre 2009 pour avoir à nouveau des statistiques précises des affluences, qui sont en hausse constante, passant de 782 en CFA 2008-2009 à 2 022 en National 2013-2014. La saison 2014-2015 enregistre toutefois une baisse des affluences moyennes, à 1 794 par match.

### Rivalités

#### Avec le FC Colmar
La plus ancienne rivalité est celle opposant les Sports réunis Colmar au Football Club de Colmar, l'autre club de la ville de Colmar. Lors de la refondation du FCC, en 1924, la rivalité apparaît au travers du fait que de nombreux membres du comité provisoire sont démissionnaires des SRC, comme Paul Allenbach et Henri Martin, qui « en avaient marre d'être la 5e roue des SRC ». Avant même la première rencontre entre les deux clubs, une rivalité existe. Ainsi, dans les années 1920 et 1930, c'est la course au premier titre de champion d'Alsace qui anime les débats, le FC Colmar remportant ce premier duel à distance entre les deux entités.
Le FCC rencontre les SRC pour la première fois en championnat en Division d'Honneur 1936-1937. Toutefois, la professionnalisation des SRC entraîne la fin des derbys. Les deux clubs se retrouvent ensuite en championnat allemand, en Gauliga Elsass 1940-1941, sous les noms respectifs de Football Club Kolmar et SpVgg Kolmar et ceci jusqu'en 1944. Les résultats de ces premières rencontres ne sont pas connus. Entre 1950 et 1981, les deux équipes se rencontrent régulièrement et les derbys, souvent plutôt équilibrés, constituent des points d'orgue du championnat. Toutefois, la rivalité, devenue avec le temps contre-productive pour le football colmarien, s'adoucit un peu après le titre de champion des SR Colmar, obtenu en 1973 et la montée en Division 3. La fin des années 1970 voit un retour de la rivalité, qui cesse avec la chute du FCC, renommé Stade Colmar 77 en 1977 et dissout en 1986, après plusieurs relégations quasi-consécutives.

#### Avec le FC Mulhouse
La rivalité entre SR Colmar et Football Club de Mulhouse apparaît dans les années 1930, quand les deux clubs participent à la Division 2. En outre, en 1937-1938, les Verts jouent le haut de tableau, de même que les Bleus et Blancs et le 12 septembre 1937, les SRC sont premiers et le FCM deuxièmes. Le derby amical du 20 août 1939 (victoire 6-0 de Colmar) est particulièrement mémorable. C'est par ailleurs lors d'un derby SRC-FCM que les Colmariens établissent leur record d'affluence d'avant-guerre. À partir de 1946, les derbys se font plus rares.
À la fin des années 2000, les SRC développent une nouvelle rivalité avec le FC Mulhouse. En effet, le match, qui s'est joué six fois depuis 2004, est décrit par les supporters comme un véritable derby du Haut-Rhin qui attire du monde dans les stades, près de 2 000 lors des confrontations de 2009-2010,, ce qui constitue une affluence exceptionnelle à ce niveau, l'affluence moyenne étant plus proche des 400 à 500 spectateurs par match. En 2011, Alain Dreyfus, le président du FC Mulhouse, n'a pas hésité à critiquer les SR Colmar lors d'un entretien accordé au Monde du Foot.

#### Avec le RC Strasbourg
Après s'être croisés en Gauliga Elsass, en championnat professionnel et en Coupe de France dans les années 1940, les deux formations se retrouvent fréquemment en National dans les années 2010.
Les derbys de la saison 1948-1949 ont constitué des points d'orgue du championnat, avec des affluences exceptionnelles. En National 2010-2011, le derby retour est un match à enjeux multiples. En effet, alors que le Racing est toujours en course pour la troisième place et la lutte pour la Ligue 2, Colmar est enfoncé dans la zone de relégation. En cas de victoire colmarienne, le club pourrait sortir de la zone de relégation. Le match attire plus de 3 100 spectateurs au stade. Malgré une deuxième mi-temps plate, ce match, retransmis en direct sur France 3 Alsace, est gagné par les Strasbourgeois, relancés dans la course au podium.
En 2014, la situation est inversée : le derby retour est un match à enjeu entre un RCS risquant la relégation et des SRC proches du podium. Ce sont les SRC qui s'imposent.

### Dénomination du club
Le club est fondé en 1919 sous l'appellation Association sportive de Colmar. Celle-ci est néanmoins rapidement dissoute et remplacée, un an plus tard, par les Sports réunis Colmar, qui constituent une entité juridique différente. Jusqu'en 1940, le club ne change pas de nom.
Avec la Seconde Guerre mondiale et l'intégration de l'Alsace au Troisième Reich, le nom du club est germanisé en SpVgg Kolmar. Lors de l'Assemblée Statutaire du 28 août 1945, le club récupère son nom français, redevenant Sports réunis Colmar.
À l'issue de la saison 1961-1962, les SRC fusionnent avec le FC Wittisheim et deviennent les Sports réunis Colmar Wittisheim, dont l'acronyme, SRCW, tombe rapidement en désuétude dans la presse. En 1963, les SRCW fusionnent avec l'Étoile sportive de Logelbach et reprennent le nom d'Association sportive de Colmar, pour une seule saison.
En juin 1964, à la suite de l’absorption totale de l'ÉS Logelbach, le club retrouve l'appellation Sports réunis Colmar. En 2016, le club, tiraillé à la fois par une grave crise au sein de son exécutif et par des problèmes financiers importants, est contraint de déposer le bilan et de changer de nom. Le 3 août 2016, le club devient Stadium Racing Colmar, cette appellation présentant la particularité de conserver l'acronyme historique SRC. 

### Couleurs et blason
La première couleur du club est l'orange. En 1937, les maillots choisis pour l'équipe professionnelle sont verts et blancs bien que les amateurs continuent de jouer en orange. En 1949, l'équipe amateur, autorisée à jouer en CFA, récupère les couleurs des professionnels et l'orange est définitivement abandonné. Pour l'unique saison 1963-1964, le club, renommé AS Colmar, adopte la couleur jaune pour ses maillots.
La majorité des blasons connus reprennent les couleurs de la ville de Colmar, c'est-à-dire un écusson « Parti de gueules et de sinople, à la masse d'armes d'or en barre (à la molette d'éperon d'or attachée à sa branche posée en barre) brochant sur la partition ».
Dans les années 1960, les SR Colmar adoptent un blason très proche du blason de la ville, au-dessus duquel est inscrit le nom usuel du club en majuscules. Un autre logo du club est connu, mais non daté : il est rond, bleu, avec le nom complet du club inscrit sur la bordure et les lettres SRC ligaturées dans une police jaune en son centre
Le blason utilisé à partir de 2000 représente un ballon au-dessus duquel sont présentes les armoiries de Colmar et devant lequel sont inscrites les lettres SRC. En dessous, sur un bandeau noir, on peut lire « Sports réunis Colmar ». Le club change de blason en 2008.
En 2016, le changement d'identité du club, qui devient Stadium Racing Colmar à la suite d'un dépôt de bilan, entraîne la conception d'un nouveau logo, conservant la couleur verte historique du club et représentant une Statue de la Liberté brandissant un ballon de football au lieu de sa flamme.

Logo de 2000 à 2008
Logo de 2008 à 2016
Logo depuis 2016